# Jean de la Hire
Jean de la Hire, vlastním jménem hrabě Adolphe d'Espie (28. ledna 1878, Banyuls-sur-Mer, Pyrénées-Orientales – 6. září 1956, Nice, Alpes-Maritimes) byl francouzský spisovatel, autor velké řady milostných, historických, dobrodružných, detektivních a vědeckofantastických románů.

## Život
Narodil se roku 1878 jako potomek starého francouzského šlechtického rodu, jehož počátky se dají vystopovat až do 13. století. Jeho otcem byl hrabě Celestin d'Espie a jeho matka byla sestra sochaře a malíře Aristida Maillola.
Studoval v Béziers v jezuitské koleji, kde získal klasické vzdělání a kde založil literární revue L'Aube meridionale. Po absolvování vojenské služby v Marseille odešel ve věku dvaceti let do Paříže, kde byl podporován strýcem Aristidem Maillolem, tehdy již slavným sochařem. Jeho první díla (do roku 1908 vydal přes dvacet románů) z oblasti klasické literatury však nebyly příliš úspěšná, proto se rozhodl psát především populární romány. K tomu si zvolil pseudonym Jean de la Hire podle proslulého kapitána ve vojsku Johanky z Arku a pod tímto jménem vydával dobrodružné a vědeckofantastické příběhy. Používal ale také další pseudonymy. Historické romány vydával jako Edmond Cazal, tzv. romány kukly a meče (romans de cape et d'épée, tj. dobrodružné historické romány) jako Arsène Lefort, válečné příběhy jako Commandant Cazal a milostné jako André Laumière nebo Alexandre Zorca.
Aktivně se zúčastnil bojů v první světové válce, při kterých byl zasažen jedovatým bojovým plynem, což mělo za následek jeho vleklé plicní problémy. Během druhé světové války úzce spolupracoval s pronacistickou vládou maršála Phillipa Pétaina ve Vichy a psal proněmecké knihy. Jako nacistický kolaborant byl po válce uvězněn a bylo mu zakázáno publikovat. Tento zákaz se snažil obejít používáním pseudonymu John Vinegrower. Zemřel roku 1956.
Jeho dílo čítá více než tři sta románů, novel a povídek, z nichž mnoho vycházelo na pokračování v novinách a časopisech. Dnes je připomínán především proto, že vytvořil jednoho z prvních tzv. superhrdinů jménem Nyctalope, který je vlastně prvním kyborgem sci-fi literatury a je hrdinou autorovy osmnáctidílné románové série.

## Výběrová bibliografie
- La Chair et l'esprit (1898, Tělo a duch), autorova románová prvotina vydaná díky podpoře Pierrea Louÿse.
- Le Tombeau des vierges (1900).
- La Torera (1902).
- L'Enfer du soldat (1903).
- Vengeance d'amoureuses (1903, Pomsta lásky).
- La Ville ardente (1905).
- Trois Parisiennes (1906, Tři Pařížanky).
- Le trésor dans l'abime (1907, Poklad v hlubinách), dobrodružný vědeckofantastický román líčící snahu vynálezce Charlese Koridese najít pomocí podmořské gondoly na palubě ztroskotaného parníku Lincoln na dně Tichého oceánu skříňku se zlatým prachem a s plánem jeho naleziště na Madagaskaru.
- La Roue fulgurante (1908, Zářící kolo), roku 1952 vydáno pod názvem Soucoupe Volante (Létající talíř), jde v podstatě o space operu popisující únos pěti pozemšťanů na planetu Merkur.
- Le Corsaire sous-marin (1912-1913, Podmořský korzár), fantastický příběh inspirovaný postavou kapitána Nema Julesa Verna.
- Les Trois Boy-scouts (1913, Tři skauti), česky jako Tři hoši za oceánem a Tři hoši v Habeši.
- Les Trois mignons (1913), jako Arsène Lefort.
- Joe Rollon, l'Autre Homme Invisible (1919, Joe Rollon, další neviditelný muž), pod pseudonymem Edmond Cazal, variace na román Herberta Georga Wellse Neviditelný.
- Sainte Thérèse d'Avila (1921, Svatá Terezie z Ávily), historický román o Terezii z Ávily, ve kterém její náboženská vytržení vysvětluje sexuálními pohnutkami. Kniha byla katolickou církví zařazena na Seznam zakázaných knih (Index librorum prohibitorum) a ve Španělsku veřejně spálena na dvoře královského paláce.
- Les Mousquetaires de quinze ans (1922), jako Alexandre Zorca.
- L'Inquisition d'Espagne (1924, Španělská inkvizice), historický román napsaný pod pseudonymem Edmond Cazal. Rovněž tato kniha byla zařazena Index librorum prohibitorum.
- Les Amours, les frasques et la passion de Mirabeau (1926), jako Edmond Cazal, historický román
- Les Grandes Aventures d'un Boy Scout (1926, Skautova velká dobrodružství), dobrodružství skauta Franca Hardiho, která prožívá v podzemních říších, na jiných planetách atp.
- Les Aventures de Paul Ardent (1927-1928, Dobrodružství Paula Ardenta).
- Le Roi des catacombes (1929), jako Arsène Lefort.
- La Captive de la Tour Mystère (1937), jako Arsène Lefort.
- La Guerre... la Guerre (1939, Válka... Válka), jako Commandant Cazal, válečný román, pět dílů.
- Pirates of Singapore (1941, Piráti ze Singapuru).
- La Croix du sang (1941).
- Le Drame du trou aux loups (1941), jako André Laumière.
- Le Grand secret de D'Artagnan (1955), jako Arsène Lefort.
- Le Diable noir (1955), jako André Laumière.

### Nyctalope
Nyctalope, vlastním jménem Léo Saint-Clair, je superbojovník proti zločinu, vybavený nadlidskými schopnostmi. Má umělé srdce a jeho oči jsou upraveny tak, že může vidět ve tmě (od toho je také odvozena jeho přezdívka, protože nyctalopia znamená šeroslepost). V prvním díle série Muž, který mohl žít pod vodou ještě nevystupuje, román se týká dobrodružství jeho otce Jeana Saint-Claira. V dalších dílech prožívá Nyctalope neuvěřitelná fantastická dobrodružství na různých exotických místech Země, ale také na Marsu nebo na tajemné planetě Rhea. Bojuje se zločinci, kteří chtějí ovládnout planety a zotročit lidstvo svými šílenými vynálezy, zachraňuje krásné ženy ze spárů zloduchů a prožívá četná milostná dobrodružství.
Jednotlivé díly série mají tyto názvy:
- L'Homme Qui Peut Vivre dans l'Eau (1909, Muž, který mohl žít pod vodou), dobrodružství Nyctalopova otce Jeana Saint-Claira
- Le Mystère des XV (1911), první příběh s Nyctalopem
- Lucifer (1921–1922)
- Le Roi de la Nuit (1923)
- L'Amazone du Mont Everest (1925)
- L'Antéchrist (1927)
- Titania (1929)
- Belzébuth (1930)
- Gorillard (1932)
- L'Assassinat du Nyctalope (1933)
- Les Mystères de Lyon (1933)
- Le Sphinx du Maroc (1934)
- La Croisière du Nyctalope 1936)
- Le Mystère de la Croix du Sang (1941)
- L'Enfant Perdu (1942)
- Rien qu'une Nuit (1944)
- La Sorcière Nue (dokončeno autorovým zetěm a vydáno roku 1954)[5]
- L'Énigme du Squelette (dokončeno autorovým zetěm a vydáno 1955).[5]

### Proněmecké spisy
- Crime des evacuations: les horreurs que nouavons vues (1940, Hrůzy, které jsme viděli: tragédie francouzské evakuace).
- Le Travail, les travailleurs et la nouvelle Europe (1941, Práce, zaměstnanci a nová Evropa).
- Hitler, que nous veut-il donc? (1942).
- Mort aux Anglais! Vive la France (1942).

## Česká vydání
- Poklad v hlubinách, Josef Richard Vilímek, Praha 1910, přeložil Jarka Nevole.
- Tři Pařížanky, Ignác Leopold Kober, Praha 1918, přeložil Jiří Požír.
- Neviditelný muž, Josef Hokr, Praha 1934, přeložil Ota Dubský.
- Tři hoši za oceánem, Toužimský a Moravec, Praha 1936, přeložil Karel Čvančara.
- Tři hoši v Habeši, Toužimský a Moravec, Praha 1936, přeložil Karel Čvančara.
- Hrůzy, které jsme viděli: tragédie francouzské evakuace, Orbis, Praha 1940, přeložila Růžena Kadlecová, znovu 1941 a 1942, celkem čtyři vydání.
- Poklad v hlubinách, Albatros, Praha 1971, přeložil Gustav Francl.